# Wistedt
Wistedt is een gemeente in de Duitse deelstaat Nedersaksen. De gemeente ligt in het zuidwesten van de Samtgemeinde Tostedt in het Landkreis Harburg. Wistedt telt 1.777 inwoners. De, niet alleen door de inwoners algemeen gebruikte, Nederduitse benaming voor het dorp is Wist.
Tot de gemeente, die in een moerassige streek met veel laag- en hoogveen aan de bovenloop van het riviertje de Wümme ligt, behoort naast Wistedt zelf het ten zuidwesten ervan gelegen gehucht Wümme.
Zowel Wistedt zelf als Wümme liggen aan de Bundesstraße 75.
Het gehucht Wümme bestaat voor een groot deel uit een, rondom een meertje gelegen, vakantiehuisjespark (Wümme-Park).
Omdat niet ver van de bovenloop van de in de Wezer uitmondende Wümme ook die van de in de Elbe uitmondende Oste door de gemeente loopt (op de grens met Königsmoor), kan men stellen, dat door de gemeente de waterscheiding tussen de stroomgebieden van de Elbe en de Wezer loopt. In het dorpswapen zijn daarom symbolisch twee dicht bij elkaar komende, en zich dan van elkaar verwijderende, rivieren afgebeeld.
Wistedt, in 1244 voor het eerst in een document vermeld, is van oudsher een boeren- en veenontginnersdorp, maar vanaf 1970 is het toerisme er in betekenis toegenomen.
Ten westen van Wistedt ligt het belangrijke, 157 hectare grote natuurreservaat Großes Moor und Aueniederung bei Wistedt. Het is een hoogveenreservaat. Reeds voor turfwinning afgegraven veen wordt er in het kader van natuurherstel weer vernat. Bijzondere soorten, die in het reservaat voorkomen, zijn o.a. de vlinder veenhooibeestje en de vogelsoort watersnip. Tot de beschermde plantensoorten hier behoren de ronde zonnedauw, de witte snavelbies en de Rhododendron tomentosum. Soortgelijke veenreservaten liggen ten oosten van het naburige Sittensen en zijn Ortsteil Tiste, en ten noorden van Stemmen.

## Afbeeldingen

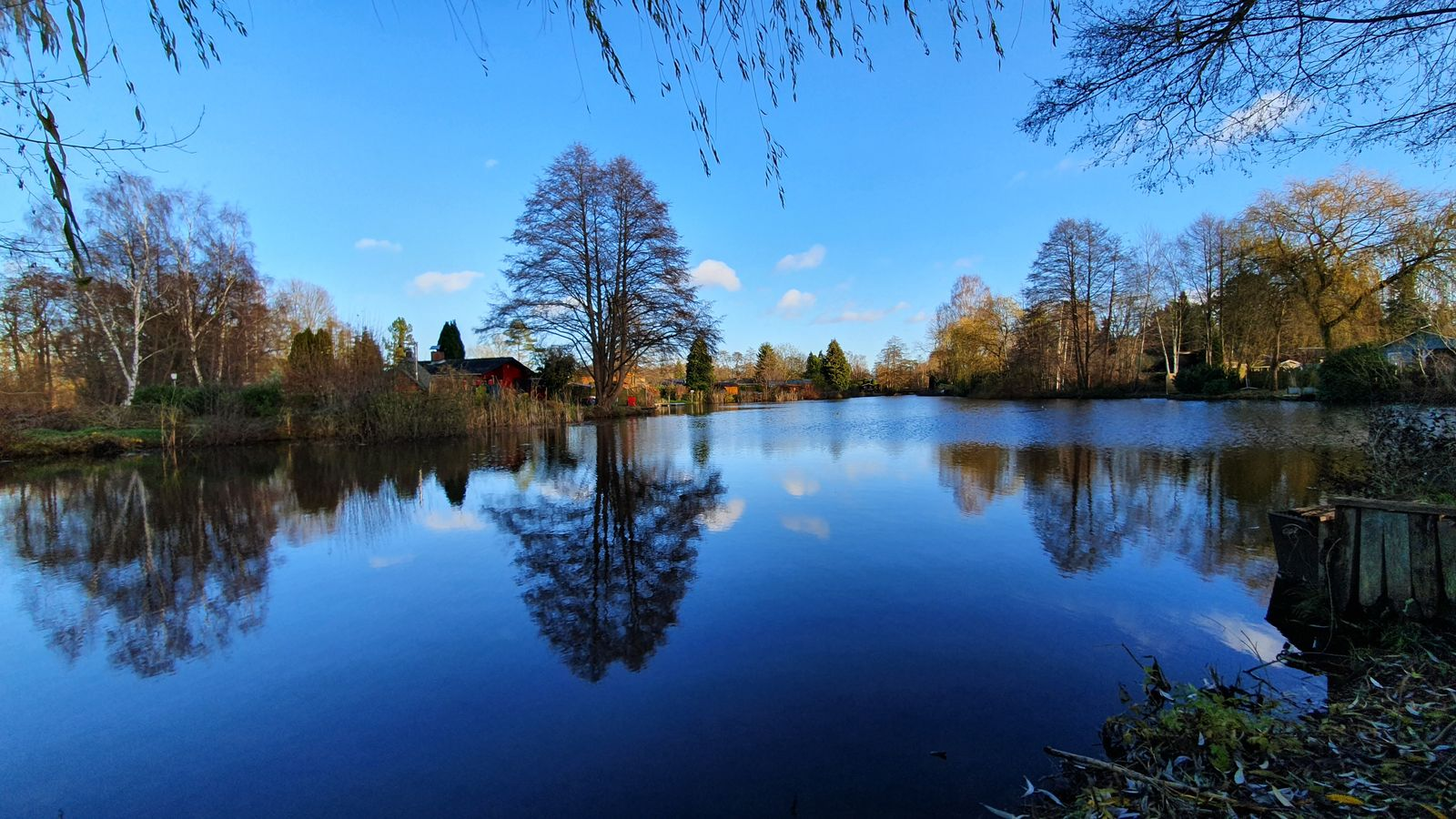
Wümme-Park
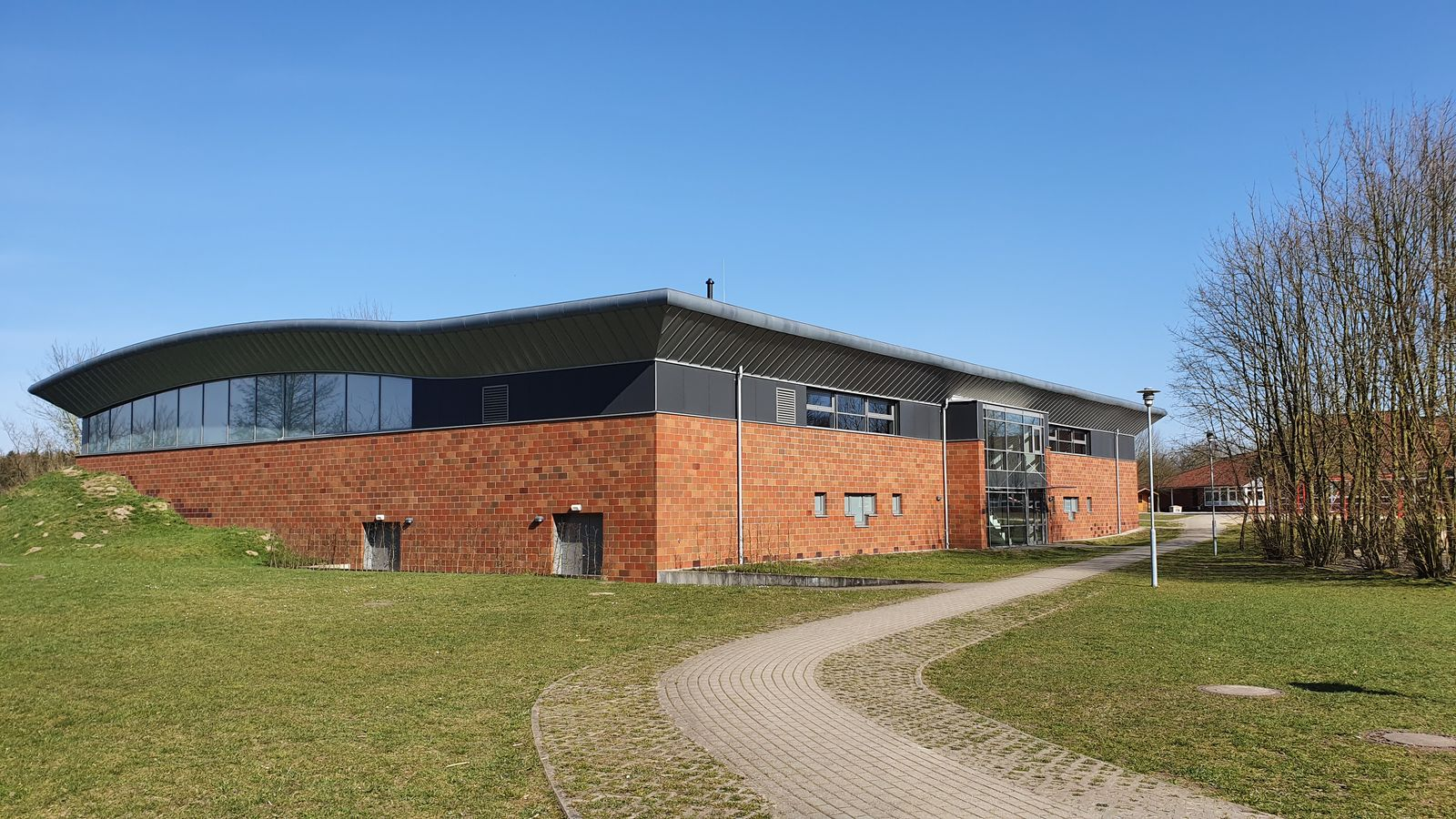
Sporthal
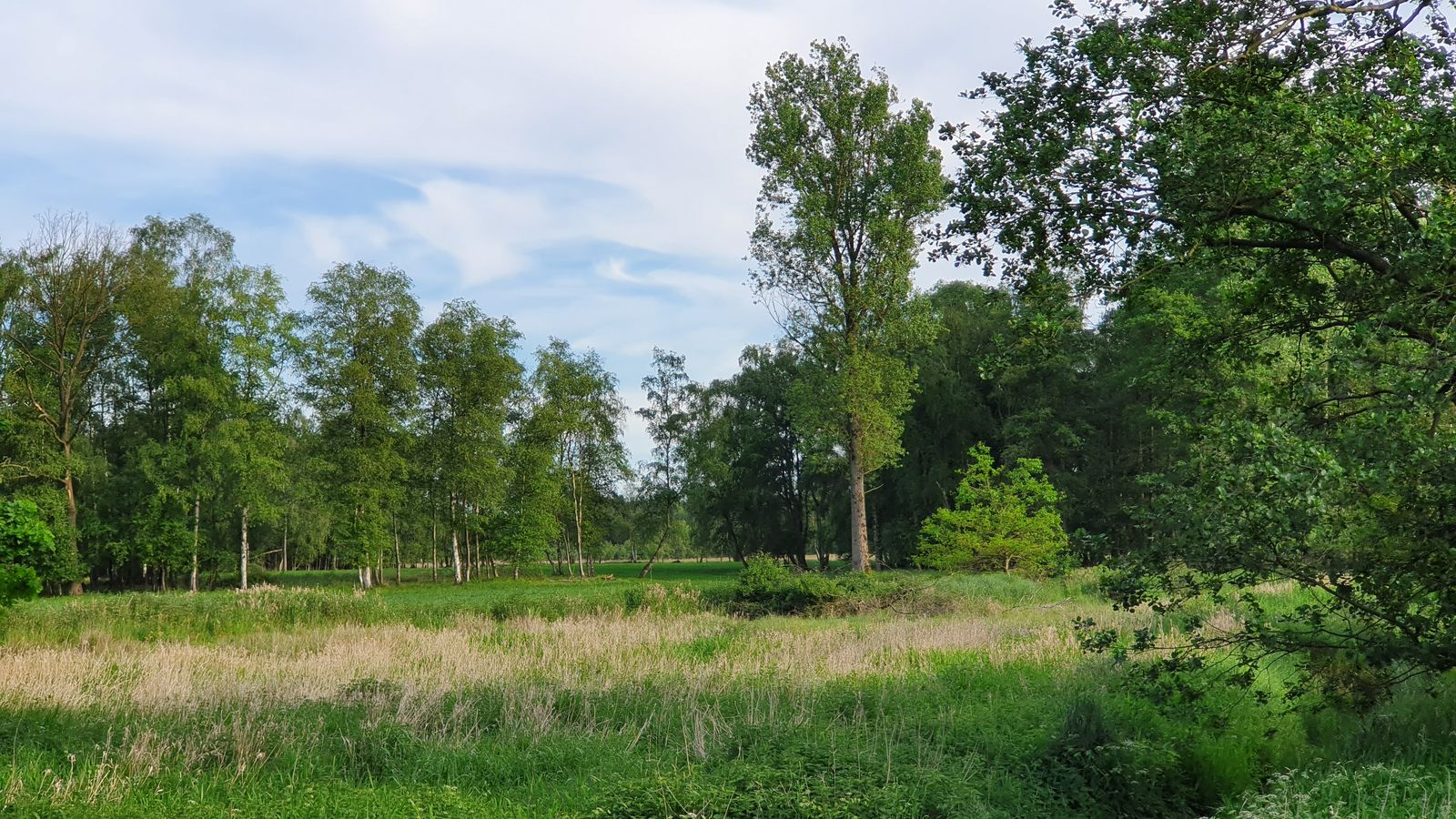
Natuurreservaat Großes Moor und Aueniederung bei Wistedt
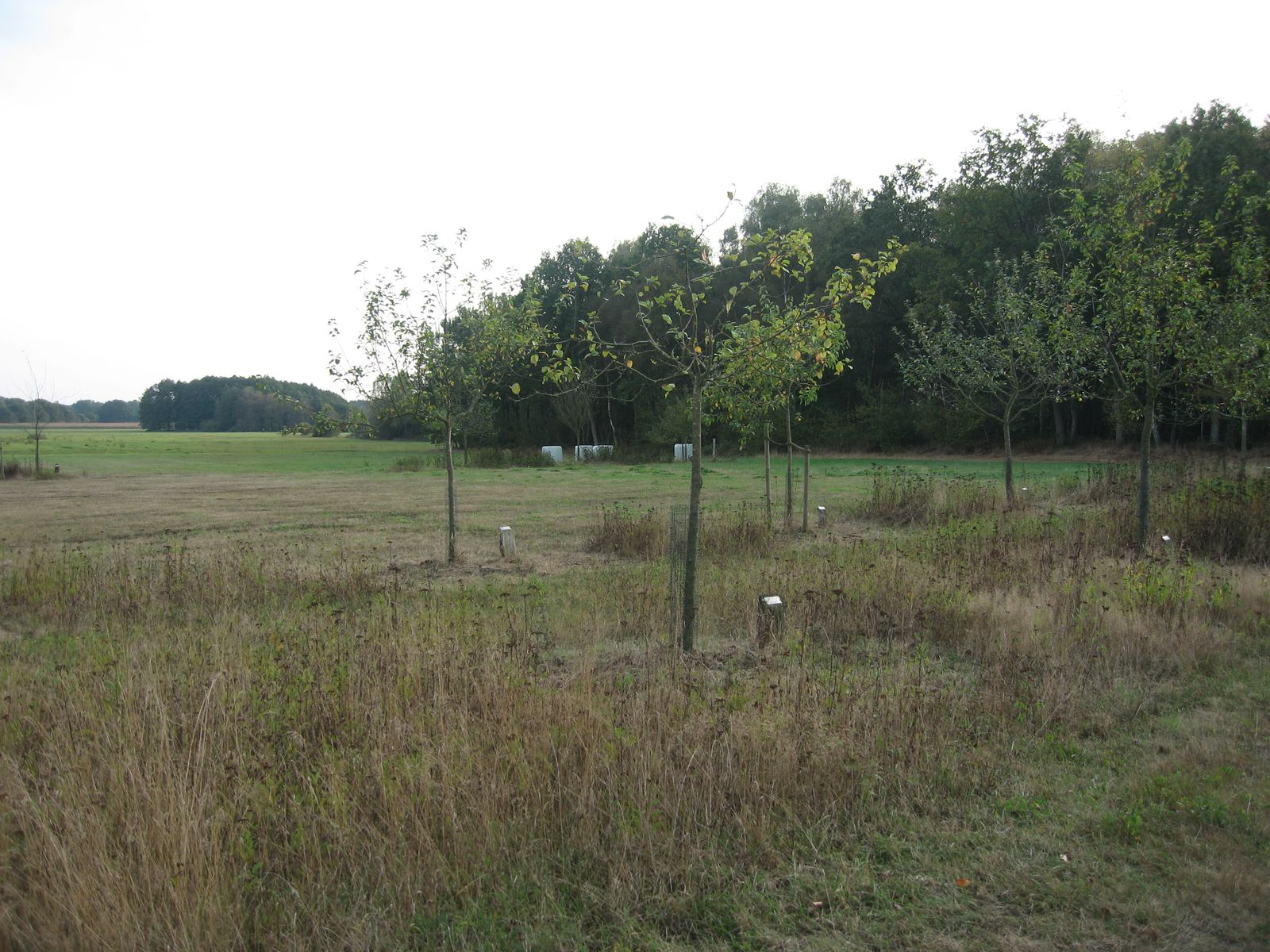
Veenreservaat Kauers Wittmoor bij Wistedt